# Canama rutila
Canama rutila là một loài nhện trong họ Salticidae.
Loài này thuộc chi Canama. Canama rutila được Elizabeth Maria Gifford Peckham & George William Peckham miêu tả năm 1907.